# Ледниковый период (телесериал)
«Ледниковый период» — российский телесериал 2002 года.
Премьера многосерийного фильма состоялась 11 ноября 2002 года на «Первом канале». Позже телесериал повторно транслировался на «Первом канале» летом 2003 и на «НТВ» в июле 2004, а также на телеканале Звезда в 2015 году.

## Сюжет
В середине 1990-х приказом Министра внутренних дел Российской Федерации при МУРе был создан отдел по борьбе с организованной преступностью и бандитизмом. Группа состояла из 12 человек, двух старых машин «Жигули» и одного мобильного телефона. Обязанности и. о. начальника отдела получил подполковник уголовного розыска Игорь Фёдорович Клепко (Александр Абдулов). В это же время, в Москве появилась и начала активно действовать банда Алексахина (Игорь Лифанов) по кличке Рокки.
За короткое время бандитам удалось расправиться со своими «конкурентами» и взять под контроль один из «спальных» районов столицы.
Свою работу Отдел по борьбе с бандитизмом начал с разработки этого Рокки и настолько успешно, что уже через месяц почти половина банды, вместе со своим главарём, оказалась на скамье подсудимых. Начальство Клепко было очень довольно — если так и дальше пойдут дела.
Но тут случилось непредвиденное — процесс над Рокки провалился. Свидетели обвинения исчезли: кто-то просто отказался от дачи показаний,
кто-то погиб при невыясненных обстоятельствах. Вся группа обвиняемых была освобождёна из-под стражи прямо в зале суда — и уже вечером бандиты весело гуляли с девочками и сорили деньгами.
На фоне этой истории идут трудные поиски героями фильма моральных опор и устоев в то тяжёлое время.

## В ролях
- Александр Абдулов — подполковник милиции Игорь Фёдорович Клепко (все серии)
- Ирина Розанова — Нина Долгачёва, прокурор (все серии)
- Мария Миронова — светская львица Любовь Кипренская, подруга Гурама (†взорвалась в машине в 7-й серии)
- Игорь Лифанов — главарь бандитской группировки Василий Иванович Алексахин по прозвищу «Рокки» (все серии) (арестован в 7-й серии)
- Марат Башаров — Саша Каплевич, опер
- Андрей Смоляков — Александр Евгеньевич Скорик («Погон»), бывший милиционер, ныне киллер (†застрелен «Рокки», Блином, Лёнчиком в 5-й серии)
- Сергей Астахов — адвокат Астангов
- Павел Деревянко — опер Женя Чистяков
- Александр Резалин — Валентин, известный музыкант, муж Долгачёвой
- Юлия Чичерина — певица Анюта
- Игорь Бочкин — генерал-майор милиции Колобов, старый друг Клепко и Долгачевой, крёстный отец их дочери
- Владимир Меньшов — министр внутренних дел
- Александр Семчев — заместитель премьер-министра Петр Свешников (†убит в 5-й серии)
- Андрей Мартынов — Иван Трофимович Кичигин, генерал-майор милиции, замминистра внутренних дел (†застрелился в 5-й серии)
- Мария Аронова — свидетельница (†, погибла в 1-й серии)
- Владимир Литвинов — Оганезов, полковник ФСБ
- Александр Песков — опер Федя Туреев
- Зураб Кипшидзе — Гурам Павликадзе (озвучивал Сергей Чонишвили), авторитет (арестован в 8-й серии)
- Андрей Батуханов — авторитет Моня
- Сергей Галкин — бандит Ёрш
- Борис Репетур — адвокат Асмоловский (3 серия)
- Луиза Мосендз — журналистка
- Рафаэль Мукаев — бандит
- Светлана Тимофеева-Летуновская — жена «Рокки»
- Леонид Тимцуник — Блин
- Сосо Павлиашвили — Гиви, шофер Гурама
- Егор Пазенко
- Александр Числов — Савва († убит «Погоном» в 3-й серии)
- Анна Воронова — барменша
- Никита Логинов — бандит Мороз
- Александр Баширов — Клещ
- Альберт Филозов — Яков Каплевич
- Николай Лещуков — Лёха
- Александр Бухаров — Лёнчик, бандит (†застрелен Клепко в 7-й серии)
- Владимир Епископосян — Султан, лидер чеченской группировки (†убит группировкой Рокки во 2-й серии)
- Жан Даниэль — метрдотель
- Сергей Степанченко — Барон, вор в законе (†застрелен «Погоном» в 4-й серии)
- Резо Гигинеишвили — Дато
- Дэвид Гамбург — Ярек, торговец оружием
- Наталья Панова — подруга Ярека
- Дмитрий Шеховцов — Коля, сын «Рокки»
- Владимир Зайцев — полковник Каморин (арестован в 8-й серии)

## Съёмочная группа
- Режиссёры: Александр Буравский
- Сценаристы: Александр Буравский, Эдуард Володарский
- Оператор: Владимир Спорышков, Владимир Климов, Владимир Шевцик
- Композитор: Пол Лоулэр
- Художник: Алим Матвейчук
- Постановщик трюков: Сергей Шульга
- Продюсеры: Константин Эрнст,  Джаник Файзиев, Дэвид Гамбург, Эрика Галимурза, Юрий Сапронов

## Саундтрек
Для записи саундтрека были приглашены Юрий Шевчук и его рок-группа ДДТ. Шевчук: «Песни мы специально не писали для этого фильма, выбраны именно старые, но в другом звучании. Переписать их мы сами предложили ОРТ-шникам для того, чтобы стилистически они как-то звучали в одном ключе, потому что „Белая ночь“ — с одного альбома, „Ты не один“ — с другого, „Расстреляли рассветами“ — с третьего. А тут все было исполнено стилистически „в одной манере речи“, и получился такой альбом.
Правда, есть одна новая песня „Осенняя“, которая и идёт таким рекламным клипом этого сериала и нашего альбома — то есть точка соприкосновения. Поэтому ничего плохого в том, что на неё сняли клип для ОРТ, я не вижу. Мы это все тщательно проанализировали, и постыдного в этом не увидели.
Просто кинематографисты выбрали то, что им понравилось, легло на душу, и попросили разрешения на их использование. Мы не возражали. На заказ я не пишу — не умею. В случае с „Ледниковым периодом“ ДДТ пошёл на уступки по причине прозаичной. В то время мы выпускали альбом „Единочество“ на фирме „REAL Records“, которая принадлежит каналу ОРТ. Вот они-то нас немного с фильмом и пригнули. Хотя результат нам понравился».
Все 7 песен, прозвучавших в телесериале («Осенняя», «Белая ночь» (2 версии), «Ты не один», «Расстреляли рассветами», «Церковь» и «Метель»), вошли в сборник ДДТ «Песни». Альбом издан на компакт-дисках и магнитофонных кассетах. Мультимедийное приложение CD включает клип «Осенняя» (режиссёр — Василий Бледнов, 2003 год). Другая версия клипа была смонтирована на основе кадров из сериала «Ледниковый период».